# Sheizaf Rafaeli
Sheizaf Rafaeli (en hébreu שיזף רפאלי ; né le 7 juin 1955) est un chercheur israélien, spécialiste de la communication virtuelle et éditorialiste dans les journaux. Il est professeur et doyen de la Graduate School of Business Administration (Haifa GSB), de l'Université de Haïfa en Israël et directeur du Center for Internet Research et du Games for Managers Project. Dans les années 1980 et 1990, il était responsable de la division Systèmes d’information de la Graduate School of Business de l’Université hébraïque de Jérusalem. Il est chercheur au Samuel Neaman Institute for National Policy (he).

## Biographie
Sheizaf Rafaeli est né dans le kibboutz Maagan Michael (en). Son grand-père maternel est le Premier ministre israélien Levi Eshkol. Il sert en tant qu'officier dans l'armée israélienne dans des unités de combat ; il en est libéré en 1977. Il obtient un B.A. de l'Université de Haifa, un M.A. de l'Ohio State University, un M.A. et un doctorat de l'Université Stanford.